# Pelješac

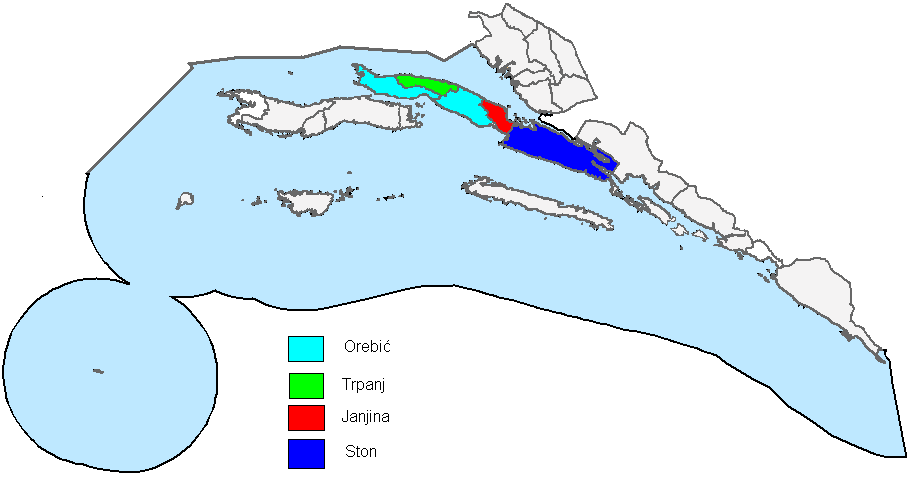
Podział Pelješaca ze względu na gminy

Pelješac (wł. Sabbioncello, w dialektach czakawskich Pelišac) – półwysep na Morzu Adriatyckim, w południowej części dalmatyńskiego wybrzeża Chorwacji, zlokalizowany na północny zachód od Dubrownika. Zajmuje powierzchnię 348 km², licząc 62 km długości i do 7 km szerokości. Po Istrii jest drugim pod względem wielkości chorwackim półwyspem. Górzysty, ukształtowany wraz z całym pasmem Gór Dynarskich. Najwyższym punktem jest Sveti Ilija (961 m n.p.m.), stanowiący fragment Zmijinego brda (pol. Wężowego Wzgórza).

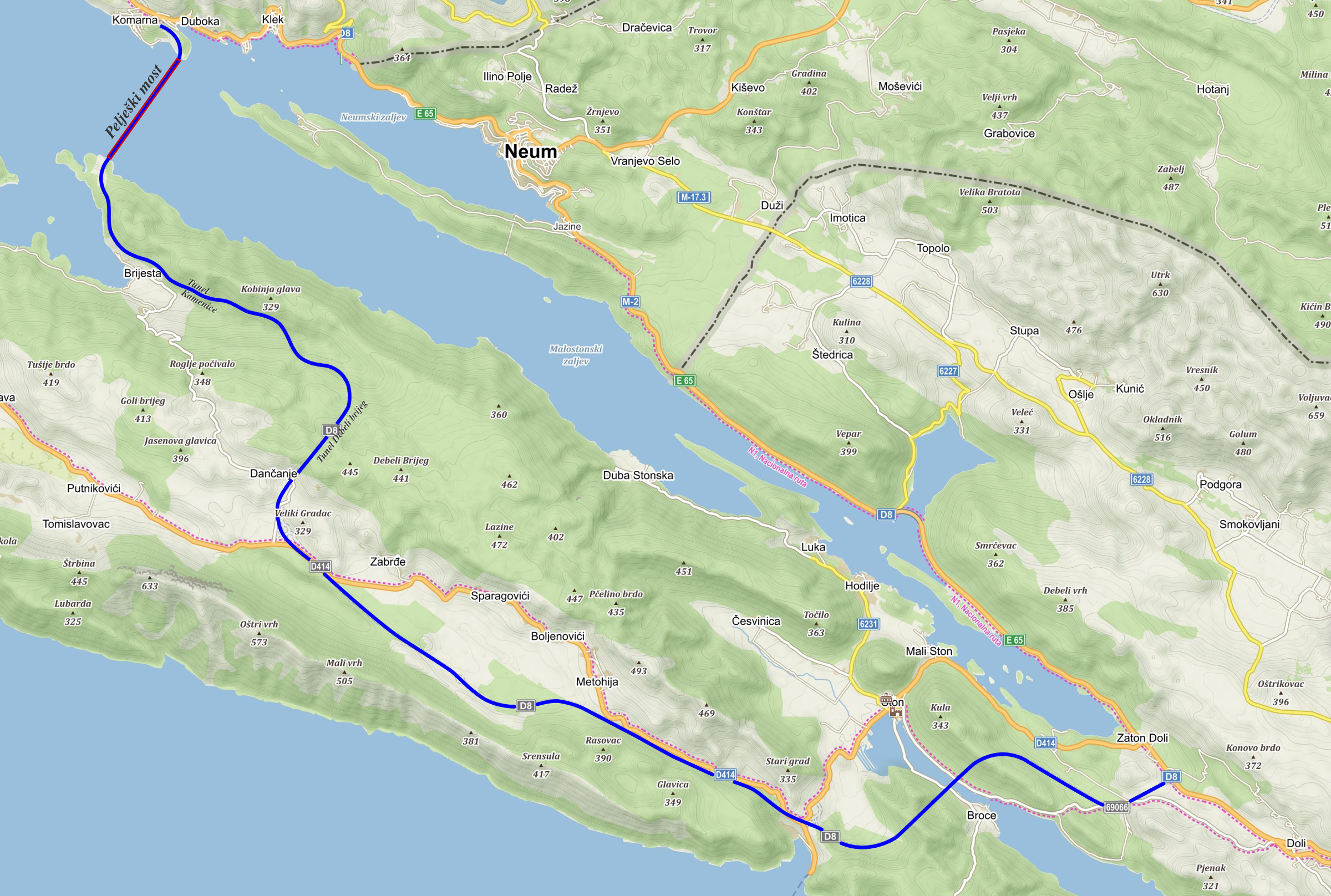
Mapa z zaznaczoną drogą prowadzącą przez pelješki most

 Administracyjnie stanowi część żupanii dubrownicko-neretwiańskiej, a na jego terenie funkcjonują na cztery gminy:
- Orebić – na zachodzie, 3705 stałych mieszkańców[3] (2021)
- Trpanj – na północnym zachodzie, 683 stałych mieszkańców[3] (2021)
- Janjina – w części środkowej, 522 stałych mieszkańców[3] (2021)
- Ston – na wschodzie, 2491 stałych mieszkańców[3] (2021)

Jedna z najwyżej cenionych – ze względu na czystość wody i łagodny klimat – części Chorwacji, chętnie odwiedzana już w latach 60. XX wieku i następnych dziesięcioleciach przed rozpadem Jugosławii. Po zakończeniu wojny z Serbią (1991–1995) i ustabilizowaniu się nowych granic w tym rejonie, liczba odwiedzających Pelješac dorównuje okresowi sprzed wojny.
Do 2022 dojazd samochodem do półwyspu (bez użycia promu) możliwy był wyłącznie przez miasteczko Ston, usytuowane – identycznie jak Dubrownik – w południowej eksklawie Chorwacji, oddzielonej od reszty terytorium chorwackiego 20-kilometrowym pasem wybrzeża bośniackiego (okolice Neum). 24 października 2007 rozpoczęła się budowa ponad 2-kilometrowego mostu pelješkiego nad Kanałem Neretwańskim i Zatoką Małostońską, oddzielającymi półwysep od stałego lądu. Obiekt pierwotnie miał zostać ukończony w 2010 r., lecz ostatecznie został oddany do użytkowania w końcu lipca 2022 r.
Zachodnia część półwyspu oddzielona jest wąską cieśniną (Kanałem Korczulańskim) od wyspy Korčula, a w pobliżu jego środkowej i wschodniej części – na południu – położona jest wyspa Mljet, oddzielona od półwyspu o kilkunastokilometrowej szerokości cieśniną. Przez cieśniny te kursują regularne promy Jadroliniji usprawniające komunikację w rejonie Pelješaca.
Mieszkańcy półwyspu zajmują się uprawą winorośli, połowem ryb, hodowlą małży oraz turystyką. Znajdują się tu plaże piaskowe lub żwirowe (największa z nich – Trstenica, liczy 1,5 km długości).